# Eparchia di Abakan

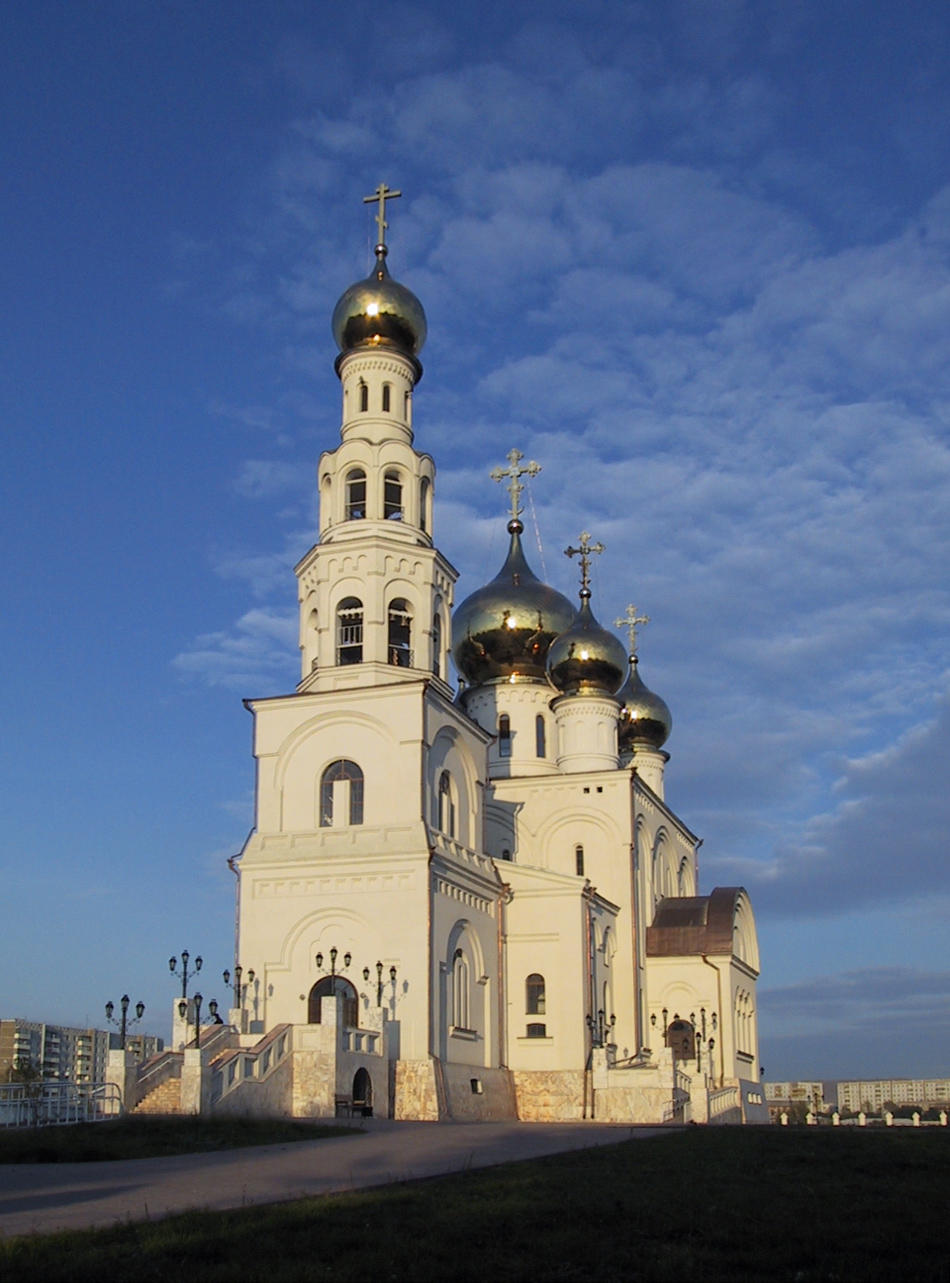
La cattedrale della Trasfigurazione di Cristo di Abakan.

L'eparchia di Abakan (in russo Абаканская епархия?) è una diocesi della Chiesa ortodossa russa.

## Territorio
L'eparchia comprende la repubblica della Chakassia nel circondario federale della Siberia.
Sede eparchiale è la città di Abakan, dove si trova la cattedrale della Trasfigurazione di Cristo.
L'eparca ha il titolo ufficiale di «eparca di Abakan e Chakassia».

## Storia
L'eparchia è stata eretta dal Santo Sinodo della Chiesa ortodossa russa il 18 luglio 1995, ricavandone il territorio dalle eparchie di Novosibirsk e di Krasnojarsk.
Il 5-6 ottobre 2011 ha ceduto una porzione di territorio a vantaggio dell'erezione dell'eparchia di Kyzyl.